# Вил Клеј
Вил Клеј (енгл. Will Claye; Тусон, Аризона, 13. јун 1991.) је амерички атлетичар пореклом из Сијера Леонеа који се такмичи у скоку у даљ и троскоку. Освојио је бронзану медаљу на Светском првенству 2011. и златне медаље на Светским првенствима у дворани 2012. и 2018. У свом олимпијском дебију на Олимпијским играма 2012., Клеј је освојио бронзану медаљу у скоку у даљ и сребрну медаљу у троскоку. Сребрну медаљу је поновио у троскоку четири године касније. Његов лични рекорд од 18.14 метара, постављен у Лонг Бичу 29. јуна 2019, ставља га на 4. место најбољих троскокаша свих времена.
Похађао је средњу школу у Фениксу, у Аризони. Клеј се прво уписао на Универзитет у Оклахоми, али је касније пребачен на Универзитет Флориде.

## Каријера

### Факултетска каријера
После сезоне 2010. године, прешао је на Универзитет Флориде да би се придружио Кристијану Тејлору и тренирању под вођством тренера Дика Бута.

### Светско првенство 2011
На Светском првенству 2011. у Даегуу, Јужна Кореја, Клеј је био 9. у скоку у даљ и 3. у троскоку. Клеј и Кристијан Тејлор су после Светског првенства 2011. постали професионалци да би се концентрисали на припреме за Олимпијске игре у Лондону 2012. Клеј од тада тренира под вођством Мартина Смита под спонзорством Најки корпорације.

### Олимпијска година 2012
Своју прву титулу првака света освојио је на Светском првенству у дворани 2012. Победио је испред Кристијана Тејлора са 17,70 м. Клеј је такође освојио четврто место у скоку у даљ.
На Олимпијским играма у Лондону 2012. Клеј је прво освојио бронзану медаљу у скоку у даљ, а затим је пет дана касније освојио сребрну медаљу у троскоку. Он је први човек који је освојио медаље и у скоковима у даљ и у троскоку на истим Олимпијским играма још од Наото Тајиме из Јапана на Летњим олимпијским играма у Берлину 1936.

## Међународна такмичења
| Година                          | Такмичење                        | Место                            | Позиција                        | Дисциплина                      | Резултат                        | Белешка                         |
| Представљајући Сједињене Државе | Представљајући Сједињене Државе  | Представљајући Сједињене Државе  | Представљајући Сједињене Државе | Представљајући Сједињене Државе | Представљајући Сједињене Државе | Представљајући Сједињене Државе |
| ------------------------------- | -------------------------------- | -------------------------------- | ------------------------------- | ------------------------------- | ------------------------------- | ------------------------------- |
| 2009                            | Панамеричко првенство за јуниоре | Порт ов Спејн, Тринидад и Тобаго | 1.                              | Троскок                         | 16.57 м                         |                                 |
| 2011                            | Светско првенство                | Даегу, Јужна Кореја              | 9.                              | Скок удаљ                       | 8.10 м                          |                                 |
| 2011                            | Светско првенство                | Даегу, Јужна Кореја              | 3.                              | Троскок                         | 17.50 м                         |                                 |
| 2012                            | Светско првенство у дворани      | Истанбул, Турска                 | 4.                              | Скок удаљ                       | 8.04 м                          |                                 |
| 2012                            | Светско првенство у дворани      | Истанбул, Турска                 | 1.                              | Троскок                         | 17.70 м                         |                                 |
| 2012                            | Олимпијске игре                  | Лондон, Уједињено Краљевство     | 3.                              | Скок удаљ                       | 8.12 м                          |                                 |
| 2012                            | Олимпијске игре                  | Лондон, Уједињено Краљевство     | 2.                              | Троскок                         | 17.62 м                         |                                 |
| 2013                            | Светско првенство                | Москва, Русија                   | 3.                              | Троскок                         | 17.52 м                         |                                 |
| 2015                            | Светско првенство                | Пекинг, Кина                     | 19.                             | Троскок                         | 16.41 м                         |                                 |
| 2016                            | Олимпијске игре                  | Рио де Жанеиро, Бразил           | 2.                              | Троскок                         | 17.76 м                         |                                 |
| 2017                            | Светско првенство                | Лондон, Уједињено Краљевство     | 2.                              | Троскок                         | 17.63 м                         |                                 |
| 2018                            | Светско првенство у дворани      | Бирмингем, Уједињено Краљевство  | 1.                              | Троскок                         | 17.43 м                         |                                 |
| 2019                            | Светско првенство                | Доха, Катар                      | 2.                              | Троскок                         | 17.74 м                         |                                 |
| 2021                            | Олимпијске игре                  | Токио, Јапан                     | 4.                              | Троскок                         | 17.44 м                         |                                 |
| 2022                            | Светско првенство у дворани      | Београд, Србија                  | 4.                              | Троскок                         | 17.19 м                         |                                 |
| 2022                            | Светско првенство                | Јуџин, Сједињене Америчке Државе | 11.                             | Троскок                         | 16.54 м                         |                                 |
| 2023                            | Светско првенство                | Будимпешта, Мађарска             | 7.                              | Троскок                         | 16.99 м                         |                                 |

## Лични рекорди
| Дисциплина                | Даљина (у метрима) | Место одржавања  | Датум             |
| ------------------------- | ------------------ | ---------------- | ----------------- |
| Троскок (на отвореном)    | 18.14              | Лонг Бич, САД    | 29. јун 2019.     |
| Троскок (у дворани)       | 17.70              | Истанбул, Турска | 11. март 2012.    |
| Скок у даљ (на отвореном) | 8.29               | Атина, САД       | 14. мај 2011.     |
| Скок у даљ (у дворани)    | 8.24               | Фејетвил, САД    | 10. фебруар 2012. |